# Radlaufchrom

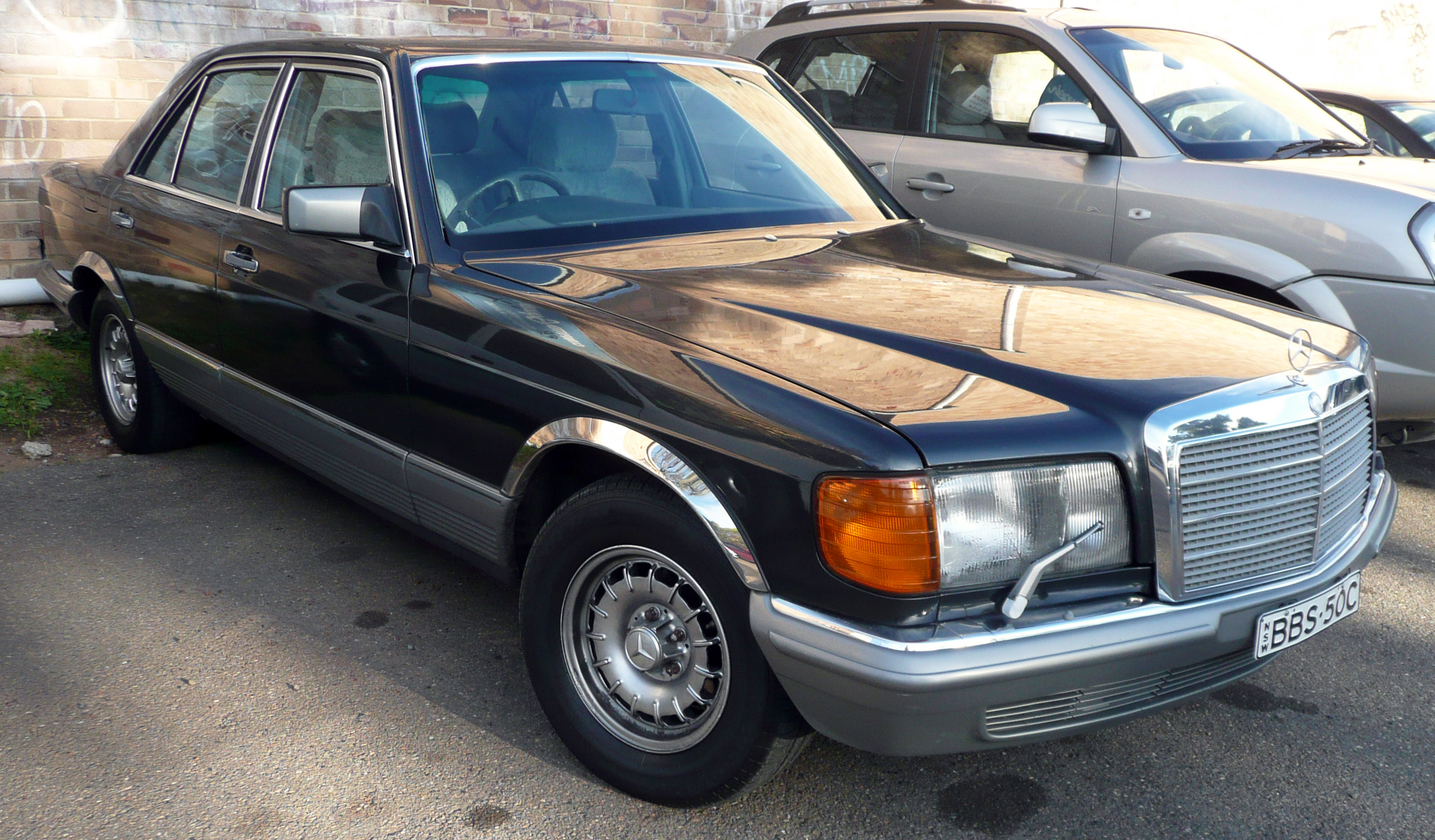
Mercedes-Benz W 126 mit nachträglich montiertem Radlaufchrom

Radlaufchrom bezeichnet eine Applikation der Radläufe eines Fahrzeuges mit einer Verzierung bzw. Abdeckung durch ein verchromtes Blechstück oder eine verchromte Blechleiste. Diese Verzierung gehörte bis in die 1970er Jahre an manchen Modellen zum Serienumfang und war bei fast allen Herstellern anzutreffen. Heute sind diese Elemente für aktuelle Modelle nur noch im Zubehörhandel erhältlich. 
Bei der nachträglichen Montage wird in der Regel der Decklack durch Bohrungen oder Schrauben zerstört, was neben Schmutz und Kratzern zwischen Blech und Radlauf zu Korrosionsschäden führt, die oft jahrelang unentdeckt bleiben.
Geschmacklich umstritten, gelten diese Zubehörteile oftmals als Merkmal besonders ungepflegter oder heruntergewirtschafteter Fahrzeuge. Um  Korrosionsschäden in betrügerischer Absicht zu kaschieren, werden sie oft erst kurz vor dem Verkauf eines Gebrauchtfahrzeugs angebracht.
Kenner meiden daher den Kauf solcher Fahrzeuge, weil möglicherweise auch weitere Mängel (mehr oder weniger trickreich) kaschiert werden sollen.